# Babette Reinhold

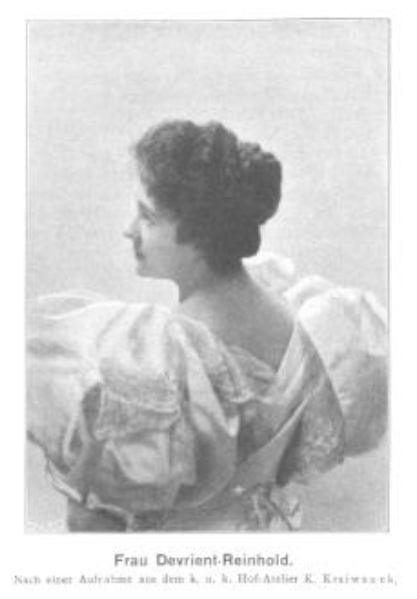
Babette Devrient-Reinhold (1900)

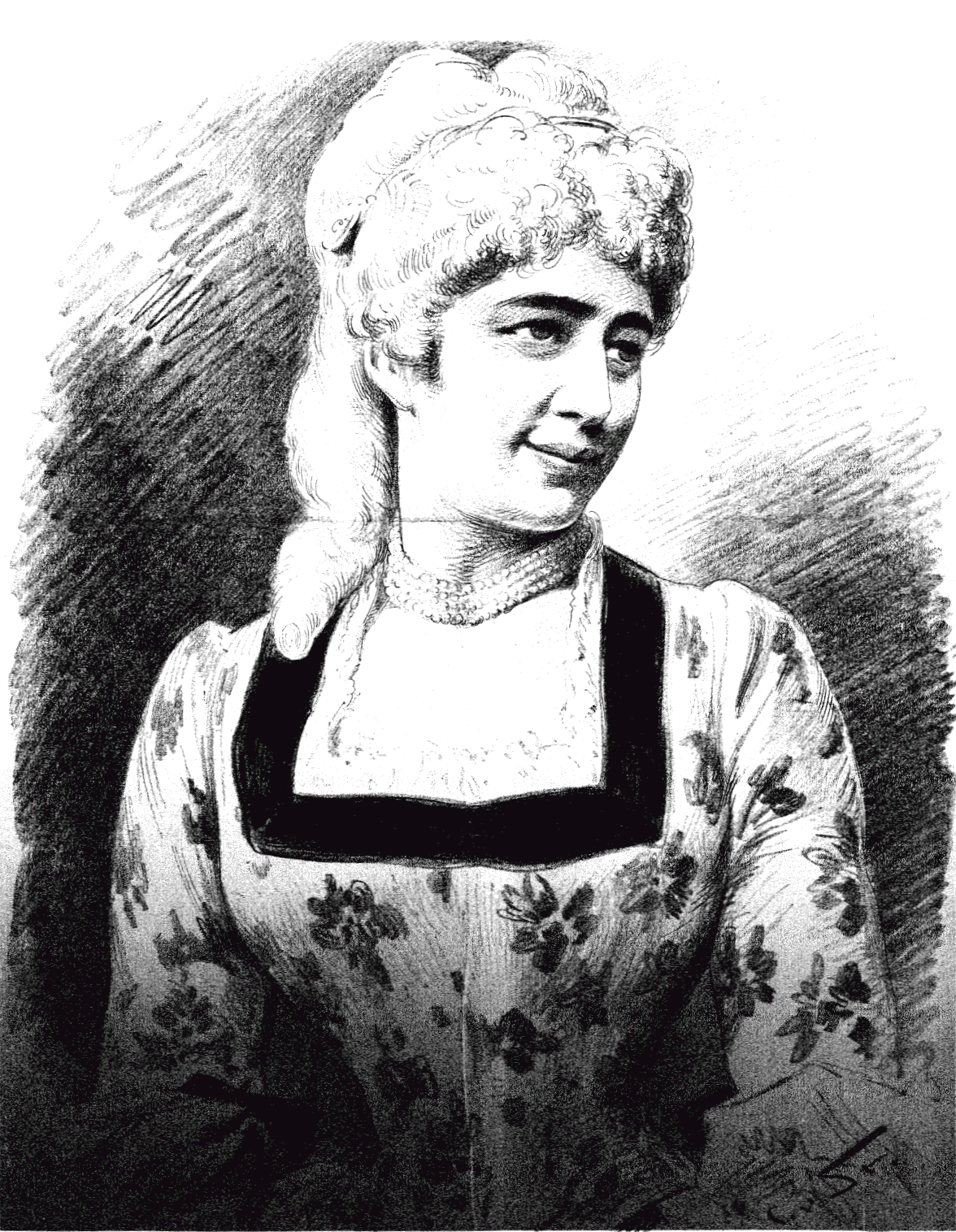
Fräulein Babette Reinhold nach Carl von Stur (Der Floh vom 26. Juni 1887)

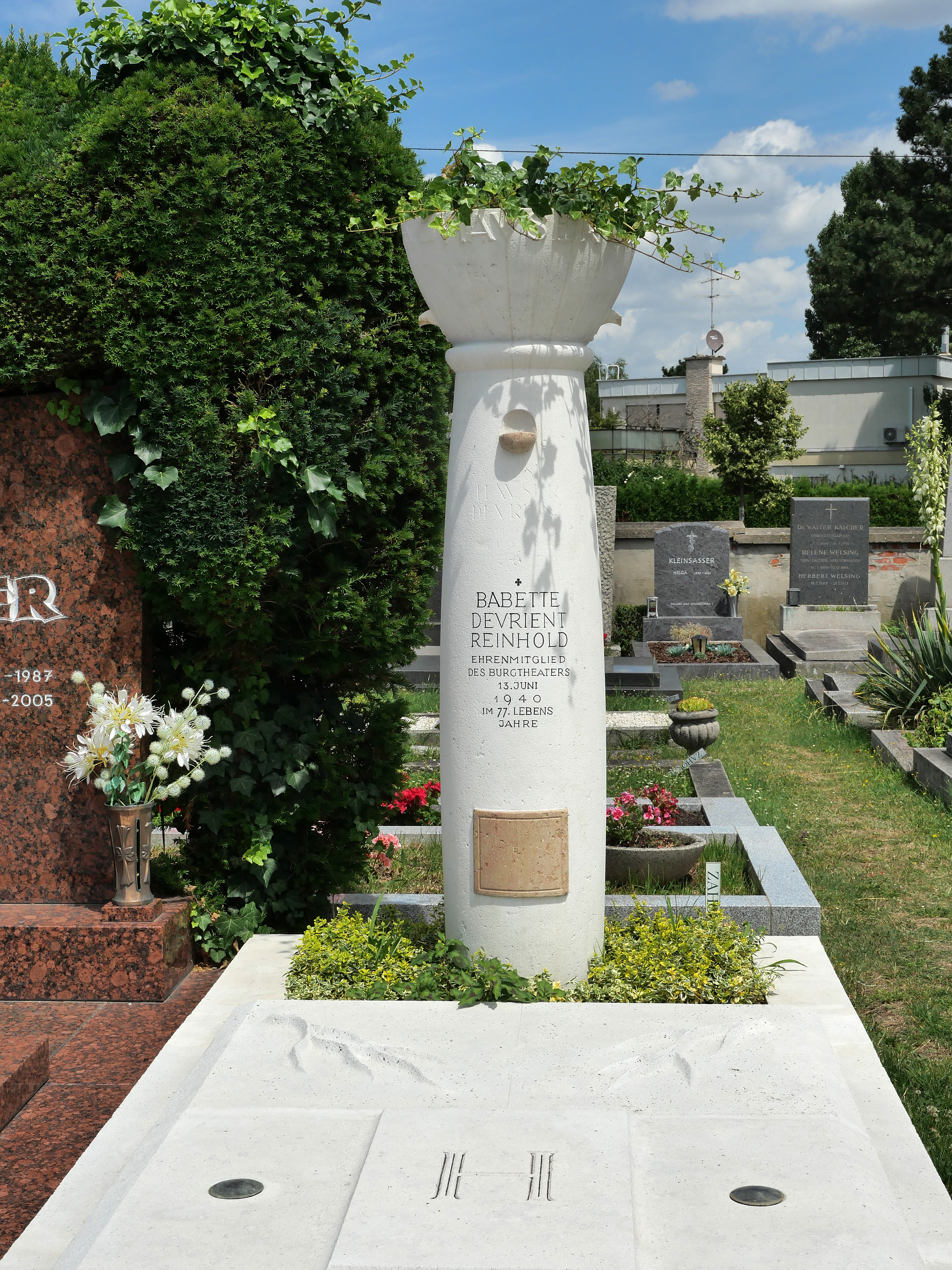
Grabstätte auf dem Döblinger Friedhof

Babette Reinhold, gebürtige Babette Maasch, auch Babette Devrient bzw. Babette Devrient-Reinhold, (* 2. Oktober 1863 in Hannover, Königreich Hannover; † 13. Juni 1940 in Wien, Deutsches Reich) war eine deutsch-österreichische Theater- und Filmschauspielerin. 

## Leben
Babette Reinhold debütierte in Hamburg 1883 am Thalia Theater als „Preciosa“.
1887 wurde sie als Ersatz für die durch Heirat abgegangene Margarethe Formes an das Burgtheater engagiert. Dort blieb sie bis 1932, wo sie 1926 auch Ehrenmitglied wurde. Ein Ölporträt der Schauspielerin von Olga Prager befindet sich im Besitz der Burgtheatergalerie. Reinhold wurde 1929 Bürgerin der Stadt Wien und trat 1932 in den Ruhestand am Theater. 1935 und 1936 wirkte sie noch in einigen Filmen mit, darunter 1936 in der Rolle der Frau Hofrätin in dem Filmdrama Der Weg des Herzens (Prater). Sie war seit 1895 die Gattin von Max Devrient, wurde jedoch später von ihm geschieden.
Ihr ehrenhalber gewidmetes Grab befindet sich auf dem Döblinger Friedhof (Gruppe MO, Nummer G 9) in Wien. 

## Rollen
- Käthchen – Das Käthchen von Heilbronn (Heinrich von Kleist)
- Melitta – Sappho (Franz Grillparzer)
- Rachel – Jüdin von Toledo (Franz Grillparzer)
- Rautendelein – Die versunkene Glocke (Gerhart Hauptmann)

## Filmografie
- 1924: Ssanin
- 1935: ... nur ein Komödiant
- 1935: Buchhalter Schnabel (Ein junger Herr aus Oxford)
- 1935: Es flüstert die Liebe
- 1935: Kleine Mutti
- 1936: Burgtheater
- 1936: Der Weg des Herzens (Prater)
- 1936: Die Leuchter des Kaisers (as Babette Reinhold-Devrient)
- 1936: Im Sonnenschein (Opernring)
- 1936: Rendezvous in Wien